# Сова-голконіг буруйська
Сова́-голконі́г буруйська (Ninox hantu) — вид совоподібних птахів родини совових (Strigidae). Ендемік Індонезії. Раніше вважався підвидом молуцької сови-голконога, однак був визнаний окремим видом.

## Опис
Верхня частина тіла яскраво-коричнювата, світліша, ніж у гальмагерської сови-голконога, крила менш смугасті. Груди блідо-іржасто-коричневі або блідо-охристі, поперечні смуги на ній менш виражені. Райдужки жовті. Довжина крила становить 190—212 мм, хвоста 127—147 мм, цівки 33 мм. Вага птаха становить 140 г.
Голос — серії своєрідних хриплих, каркаючих звуків, схожі на кумкання жаб або стрекотіння комах. При збудженні також можна почути кудкудакання «ko-ka-käkäkä».

## Поширення і екологія
Буруйські сови-голконоги є ендеміками острова Буру в архіпелазі Молуккських островів. Вони живуть у вологих тропічних лісах, на висоті до 1750 м над рівнем моря.